# Église Sainte-Famille des Buttes Amirault
L’Église Sainte-Famille (ou l’église Sainte-Famille des Buttes Amirault) est une église situé à Tusket, Nouvelle-Écosse. Elle ouvrait ses portes aux fidèles en décembre 1901.

## Histoire
La même année que l’église fut construite, la paroisse des Buttes Amirault reçoit son premier curé, le père Émile Hamelin, qui y resta jusqu'à sa mort en 1928.
Mgr O’Brien, archevêque d’Halifax, viendra la bénir le 24 juillet 1904. Mais dès le 30 août 1900, le registre paroissial note le premier mariage : Joseph Mius et Adèle Amirault. Le mois suivant, en date du 2 septembre, on peut y lire le premier baptême : Marie Berthe Amirault. Le successeur de Mgr O’Brien, Mgr McCarthy consacrera le cimetière le 6 juin 1911.  
Le clocher possède une cloche de 981 livres portant quelques noms gravés dans le bronze des personnes qui ont été bénies par le père Hamilton en 1903.

## Architecture
À la vue des deux tours rondes, de hauteur inégale, terminées chacune d’une coupole, surmontées d’une croix à l’allure, également, byzantine, le style de cette église est dans son ensemble byzantin. Ces tours rappellent, par exemple, celles que l’on voit en Russie ou en Grèce. Elle est dotée de trois nefs avec voûtes en berceau.

## Organisation
Le conseil paroissial, sous la présidence de Armand Bourque, veille au bon fonctionnement de la paroisse et de l'Église.  
Un comité pastoral est responsable de la liturgie (les messes, les fêtes spéciales, les événements organisés par l’église, etc.) et des sacrements (le mariage, les funérailles, la première communion et les baptêmes) pour l'Église Sainte-Famille et Saint-Joseph.